# Villafranca Padovana
Villafranca Padovana – miejscowość i gmina we Włoszech, w regionie Wenecja Euganejska, w prowincji Padwa.
Według danych na rok 2004 gminę zamieszkiwało 7951 osób, 345,7 os./km².